# Doc Holliday
John Henry „Doc“ Holliday (14. srpna 1851 Griffin – 8. listopadu 1887 Glenwood Springs) byl americký dentista, hazardní hráč a pistolník z Divokého Západu, který byl často spojován s Wyattem Earpem a přestřelkou u O. K. Corralu, které se zúčastnili ještě bratři Virgil a Morgan Earpovi. Jeho bratrancem byl lékař Crawford Long, který se proslavil jako průkopník anestezie.

## Mládí
Doc Holliday se narodil v Griffinu v Georgii manželům Henry Burroughs Hollidayovi a Alici Jane Holliday (rozené McKey). Jeho otec sloužil v armádě za mexicko-americké války i Občanské války.
Hollidayova matka zemřela na tuberkulózu 16. září 1866, když mu bylo 15 let. O tři měsíce později se jeho otec oženil s Rachel Martinovou. Brzy po sňatku se celá rodina odstěhovala do města Valdosta (Georgie), kde Holliday získal středoškolské vzdělání.
V roce 1870 opustil devatenáctiletý Holliday domov a začal studovat dentistickou školu ve Filadelfii. Dne 1. března 1872 získal titul „Doktor zubní chirurgie“ a ještě téhož roku si společně s Arthurem C. Fordem otevřel v Atlantě (Georgie) zubní ordinaci.

## Zdraví
Narodil se s rozštěpem patra a částečným rozštěpem horního rtu. Ve stáří dvou měsíců mu byl tento defekt chirurgicky opraven jeho strýcem doktorem J. S. Hollidayem a otcovým bratrancem, slavným lékařem Crawfordem Longem. Tato operace nezanechala trvalé následky, kromě slabé jizvy na horním rtu. V rané dospělosti měl Holliday výšku 178 cm a vážil 70 kg.
Brzy po zahájení dentistické praxe se u Hollidaye projevily první příznaky tuberkulózy, kterou se pravděpodobně nakazil od své matky. Lékaři mu sdělili, že mu zbývá pouze několik měsíců života. Tato prognóza se nepotvrdila a žil ještě řadu roků. Domníval se, že sušší a teplejší podnebí zpomalí postup zhoubné choroby, a odstěhoval se proto na jihozápad Spojených států.

## Odraz v kultuře
Jako postava (Doc Holliday) si zahrál pistolníka a hráče zasaženého nemocí (tuberkulóza), kde ho můžeme vidět jako jednu z hlavních postav ve filmu Tombstone (1993).
Mimo jiné se jeho postava (Doc Holliday) objevila v americko-kanadském fantasy hororovém televizním seriálu Wynonna Earp (od 2016), kde ho ztvárnil Tim Rozon.